# Goodworth Clatford
Goodworth Clatford est une paroisse civile et un village du Hampshire, en Angleterre.